# Ryan Church
Ryan Church (Long Beach, 18 luglio 1971) è un designer statunitense, famoso per le sue creazioni di veicoli, architetture e pianeti.
Ha lavorato come designer supervisore con George Lucas per Star Wars Episodio II - L'attacco dei cloni e Star Wars Episodio III - La vendetta dei Sith.